# Baseballregeln
Die Baseballregeln bestimmen den Ablauf eines Baseball-Spieles.

## Geschichte
Die Regeln des modernen Baseball-Spiels lassen sich auf ein Regelwerk zurückführen, das Alexander Cartwright verfasste. Er ließ es in New York drucken, unter dem Titel
RULES & REGULATIONS OF THE Recently Invented Game OF BASE BALL AS ADOPTED BY the Knickerbocker Base Ball Club on September 23, 1845
Diese Regeln sind als Knickerbocker Rules bekannt. Es handelt sich noch nicht um ein vollständiges Regelwerk sämtlicher Spielsituationen, sondern um eine Mischung aus einer Vereinssatzung und einer Klärung häufiger Zweifelsfälle, die eine Kenntnis des Spiels beim Leser voraussetzt. Von den zwanzig Regeln sind einige bis heute unverändert in Kraft.

## Spielfeld

Das Baseballfeld

Das Spielfeld besteht aus zwei Teilen und wird in der Regel durch eine Umzäunung begrenzt. Das so genannte Fair Territory (in der nebenstehenden Zeichnung braun und grün dargestellt) hat normalerweise etwa die Form eines Viertelkreises, dessen gerade Kanten als Seitenauslinien (Foullines) zwischen 90 und 120 Meter lang sind. Der Bereich außerhalb der Foullines wird als Foul Territory bezeichnet (in der Zeichnung blau).
Die meisten Aktionen finden im Infield statt (in der Zeichnung braun), einem Quadrat in der Spitze des Viertelkreises von 90 Fuß (etwa 27 m) Kantenlänge, dessen Ecken durch die drei Bases und die Home Base markiert sind. Die Home Base ist dabei die innerste Spitze des Gesamtspielfeldes, die erste Base befindet sich auf der rechten Seitenauslinie, die zweite im Inneren des Gesamtspielfeldes, und die dritte auf der linken Seitenauslinie. Die Bases sind quadratische, weiße, relativ flache Gummikissen, die im Boden verankert sind. Die Home Plate ist eine weiße, fünfeckige Hartgummiplatte in Form eines „Nikolaus-Hauses“, dessen „Dachspitze“ in der inneren Spielfeldecke liegt. Der Rest des Fair Territory heißt Outfield (in der Zeichnung grün dargestellt).
In der Mitte des Infields befindet sich der Pitcher’s Mound, ein ca. 25 cm hoher Hügel mit einer rechteckigen Gummiplatte, der Pitcher’s Plate, darauf. Von diesem Rubber muss der Pitcher die Bälle am 18 m entfernten gegnerischen Batter vorbei zu seinem Catcher werfen. Der Batter steht dabei rechts oder links neben der Home Base und dieser zugewandt, der Catcher hockt genau hinter der Home Base mit dem Gesicht in Richtung Pitcher.
Beim Baseball legt das Regelwerk Platzmaße wie beispielsweise die Länge der Foullines oder die Höhe der Umzäunung nicht genau fest. Deshalb verständigen sich beide Mannschaften mit den Schiedsrichtern vor Spielbeginn über die Ground Rules, die die örtlichen Gegebenheiten berücksichtigen (siehe weiter auch unten Fair Ball, Foul Ball oder Dead Ball).

## Mannschaften
Baseball wird zwischen zwei Mannschaften mit je neun Spielern gespielt (siehe jedoch Designated Hitter). Während ein Team das Schlagrecht hat (Schlagmannschaft oder Offense), befindet sich das andere im Feld (Feldmannschaft oder Defense) auf den neun üblichen Positionen: Pitcher, Catcher, vier Infielder (1st Baseman, 2nd Baseman, Shortstop zwischen dem 2. und 3. Base, und 3rd Baseman) und drei Outfielder (Left Fielder, Center Fielder, Right Fielder). Von der Offense befindet sich zunächst nur ein Spieler, der jeweilige Batter (Schlagmann), im Feld. Die anderen rücken als weitere Batter nach, sobald der Schlagmann entweder out ist oder zum Runner (Läufer) wird.
Nur die jeweilige Offense kann Runs (Punkte) erzielen; dies geschieht, wenn einer ihrer Spieler es schafft, durch einen geglückten Schlag als Batter zum Runner zu werden und die drei Bases gegen den Uhrzeigersinn der Reihe nach in einer oder mehreren Etappen vollständig abzulaufen und zur Home Plate zurückzukehren, ohne dabei out gemacht zu werden. Der Pitcher und seine Defense versuchen dies zu verhindern, indem sie drei Spieler der Offense out machen. Dazu gibt es mehrere Möglichkeiten, die weiter unten erläutert werden. Bei drei Outs tauschen die beiden Teams ihre Rollen; dann noch auf den Bases befindliche Runner können nicht mehr punkten, denn nach dem Wechsel sind immer alle Bases leer.
Während des Spiels darf beliebig oft ausgewechselt werden, ein einmal aus dem Spiel genommener Spieler darf aber nicht später wieder eingewechselt werden. Ein neu eingewechselter Spieler nimmt die gleiche Position in der Batting Order (siehe unten) ein wie der Spieler, den er ersetzt. Die meisten Ligen beschränken die Gesamtgröße des Spielerkaders einer Mannschaft; die Aussage, es darf „beliebig oft“ ausgewechselt werden, gilt also nur insofern, als dieser Kader noch nicht ausgeschöpft ist.

## Innings und Spieldauer
Einen Spielabschnitt, in dem jede Mannschaft einmal Defense und einmal Offense war, nennt man Inning. Die Auswärtsmannschaft ist dabei immer zuerst Offense, bei Spielen auf neutralem Platz wird gelost. Ein Spiel besteht im Regelfall aus neun solcher Innings. Ein halbes Inning ist beendet, sobald die Verteidigung drei Outs geschafft hat. In deutschen Ligen werden teilweise auch Double Header gespielt, also zwei Spiele hintereinander (2×5, 2×7, 1×7 oder 1×9 Innings sind in Deutschland üblich). Dadurch soll die Zahl der Spiele pro Saison erhöht werden. Für die jeweilige Liga wird dies in der Durchführungsverordnung durch den zuständigen Landesverband festgelegt. Steht es nach der festgelegten Zahl von Innings unentschieden, so wird jeweils so lange um ein weiteres Inning verlängert (Extra Inning), bis eine Mannschaft gewinnt. Ein Unentschieden gibt es nur, wenn das Spiel bei Gleichstand wegen schlechten Wetters oder der fortgeschrittenen Stunde abgebrochen werden muss. In Profiligen wird das Spiel jedoch auch in diesem Fall zu einem späteren Termin zu Ende gespielt. Die Bundesspielordnung für Baseball und Softball in Deutschland sieht vor, dass für Ligen unterhalb der Verbandsliga eine maximale Spieldauer vom jeweiligen Landesverband bestimmt werden kann. In Nordrhein-Westfalen beträgt die maximale Spieldauer zum Beispiel drei Stunden, wobei ein angefangenes Inning zu Ende gespielt werden muss.

## Duell Pitcher gegen Batter

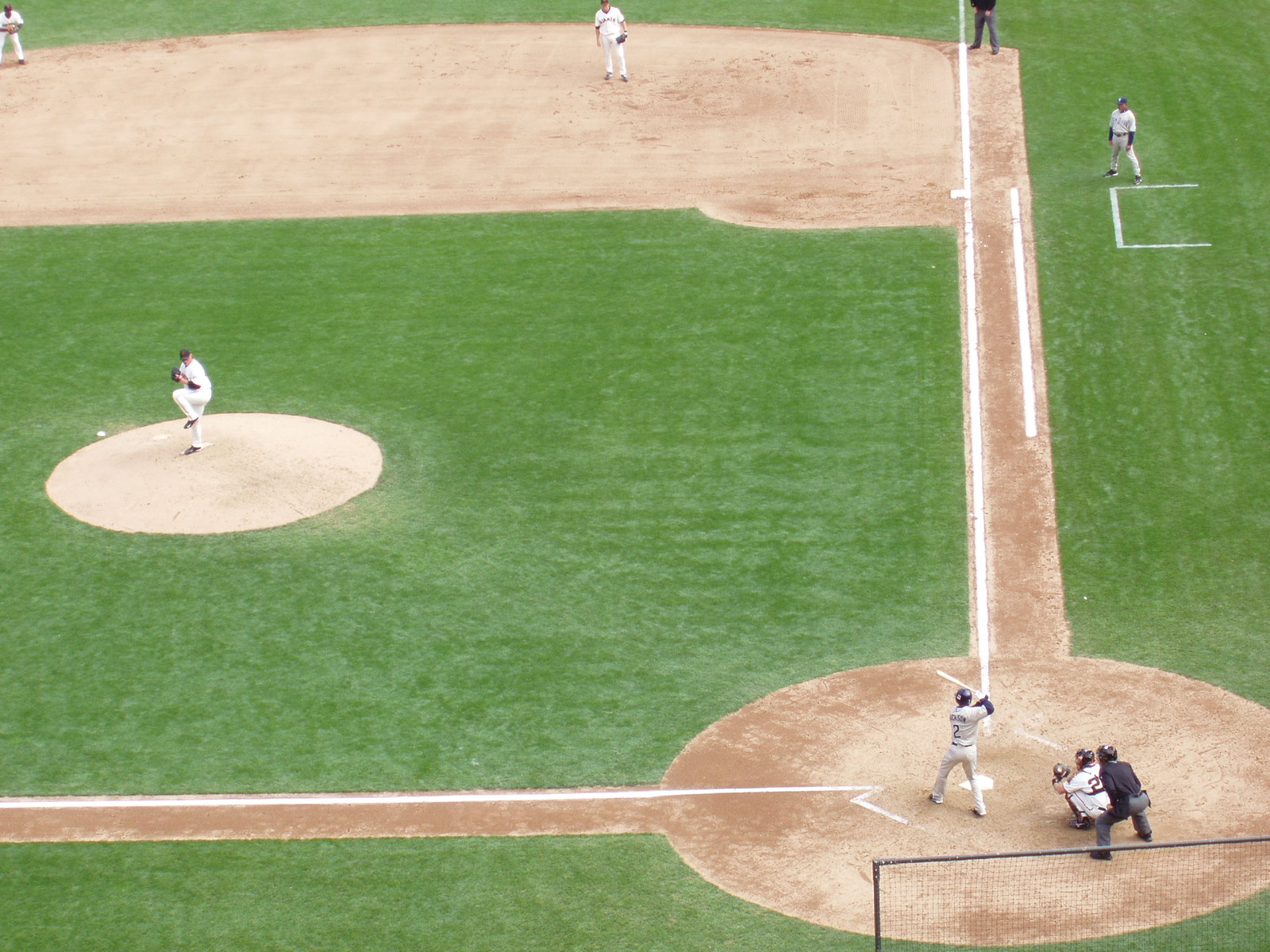
Pitcher auf dem Hügel beim Werfen gegen den Batter

Im Mittelpunkt des Spiels steht das Duell zwischen einem Batter der Offense und dem Pitcher der Feldmannschaft.
Die Spieler der Offense treten in einer vorher festgelegten Reihenfolge (Batting Order) einzeln gegen den Pitcher an. Dieser versucht, den Ball so durch die Strike Zone zu seinem Catcher zu werfen, dass der Batter ihn mit seinem Schläger nicht oder nur schwach schlagen kann. Die Strike Zone ist der Bereich über der rund 40 cm breiten Home Plate, der oben und unten durch Brust- und Kniehöhe des Batters begrenzt ist.
In diesem Duell geht es um Balls und Strikes: Ein „Ball“ ist, wenn der Pitcher die Strike Zone verfehlt und der Batter auch keinen Schlagversuch unternimmt. Wirft der Pitcher vier davon, darf der Batter „kampflos“ auf die erste Base vorrücken. Ebenso dürfen alle eventuell auf Bases befindlichen Spieler dann eine Base vorrücken, wenn durch den oder die nachfolgenden Runner eine Base doppelt besetzt würde. Dies nennt man ein Base on Balls oder einen Walk. Dasselbe Vorrücken findet statt, wenn der Batter vom Wurf am Körper getroffen wird (Hit by Pitch).
Ein Strike ist, wenn der Schläger des Batters den Ball verfehlt oder der Wurf des Pitchers die Strike Zone passiert, ohne dass der Batter danach schwingt. Kassiert der Batter drei „Strikes“, ist er out (Strike Out).
Die Zählung von Balls und Strikes beginnt jeweils von neuem, wenn ein neuer Batter an die „Plate“ kommt.
Ein Ball, der ins Feld geschlagen wird, ist weder „Ball“ noch „Strike“, die Unterscheidung bezieht sich nur auf gültig oder nicht gültig geschlagene Bälle (Foul).
Die Entscheidung zwischen Ball oder Strike trifft der Hauptschiedsrichter (Plate Umpire), der sich hinter dem Catcher befindet. Strikes müssen vom Schiedsrichter laut und deutlich angesagt werden, während er Balls normalerweise nicht ansagt.
Der Pitcher darf keine Würfe antäuschen; wenn er zum Wurf ansetzt, muss er ihn auch durchführen. Ein Verstoß gegen diese Regel wird Balk genannt.

## Geschlagener Ball
Die interessantesten Situationen entstehen dann, wenn der Batter den Ball trifft und zurück ins Feld schlägt. Dadurch wird er zum Runner (Läufer) und muss den Schläger fallenlassen und zur ersten Base laufen.
Wird sein geschlagener Ball von einem Feldspieler direkt aus der Luft gefangen (Fly Ball), ist der Batter selbst sofort out (Fly Out). Eventuelle andere Runner müssen zunächst zu ihrer Ausgangs-Base zurückkehren (Touch Back) und dürfen erst nach dem Fang noch loslaufen. Sie dürfen aber auch stehenbleiben, wenn sie glauben, nach dem Fang die nächste Base nicht mehr erreichen zu können.
Der neue Runner ist ebenfalls out, wenn ein Feldspieler den Ball vom Boden aufnimmt und zum ersten Baseman wirft – während dieser die erste Base berührt – bevor der Batter/Runner selbst dort ankommt (Ground Out). Bei knappen Spielzügen entscheidet der Feldschiedsrichter (Field Umpire) zwischen safe oder out. Jeder Runner, der out ist, muss das Spielfeld verlassen, bis er erneut als Batter an die Reihe kommt.
Jeder Runner, der gerade keine Base berührt, ist auch out, wenn er von einem Feldspieler mit dem Ball selbst oder mit dem Handschuh, wenn sich der Ball darin befindet, berührt wird (Tag Out). Abwerfen ist jedoch nicht erlaubt. Der Runner ist out, wenn er den Ball geschlagen hat, losläuft und auf dem Weg zur ersten Base im Fair Territory von dem geworfenen Ball getroffen wird. Dabei spielt es keine Rolle, ob er absichtlich oder unabsichtlich abgeworfen wurde. Wird ein Runner von einem geschlagenen Ball im Fair Territory getroffen, den vorher kein Feldspieler aufgenommen hat, ist er out.
Ein Runner ist safe, wenn er eine Base erreicht, bevor die Feldmannschaft den Ball dorthin bringen kann. Er hat dann einen Base Hit erzielt. Er kann jederzeit versuchen, auch zwei oder drei Bases auf einmal weiter zu laufen, es darf sich allerdings höchstens ein Runner auf jeder Base befinden. Kommt also von hinten ein Runner nach (auf dem ersten Base ist das immer der Fall, außer bei einem Fly Out, da der Schlagmann verpflichtet ist, zum ersten Base zu laufen), so muss der dort befindliche Runner vorrücken, ob er will oder nicht, und an der Zielbase gibt es die Möglichkeit eines Force Out. Wenn kein Runner von hinten nachkommt (beispielsweise wenn ein Runner auf der zweiten Base steht und die erste Base frei ist), dann kann er selbst entscheiden ob er laufen will oder ob er auf seiner Base bleibt. Solche „freiwilligen“ Runner können nur per Tag Out (berühren mit dem Ball im Handschuh), nicht per Force Out (Ball erreicht Base vor dem Runner) ausgemacht werden. Ein Double Play ist die relativ häufige Situation, dass, wenn ein Runner auf dem ersten Base steht und die beiden anderen Bases noch frei sind, die Verteidigung den Ball zuerst zur zweiten Base wirft (Force Out des Runners, der vom ersten Base loslaufen musste, um dem nachkommenden neuen Schlagmann Platz zu machen), und dann von dort weiter zur ersten Base (Force Out des Schlagmanns, der immer laufen muss). So können in einem Spielzug zwei Out erzielt werden.
Schafft es der Batter durch seinen eigenen Schlag auf die erste Base, hat er ein Single erzielt. Schafft er es zur zweiten oder dritten Base, erzielt er entsprechend ein Double beziehungsweise Triple. (Diese Ausdrücke sind jedoch nur für die Statistik von Bedeutung, für den Spielverlauf ist es egal, ob eine Base durch einen eigenen oder fremden Schlag erreicht wurde). Ein Runner bleibt an einer Base, die er safe erreicht hat, während ein neuer Batter zum Duell gegen den Pitcher antritt. Durch dessen Schlag können alle Runner dann weiter vorrücken oder sogar einen Run erzielen, wenn sie nämlich wieder sicher an der Home Plate ankommen. Schlägt ein Batter den Ball über den Außenzaun hinweg, so nennt man das einen Home Run. Der Batter und alle eventuell sich gerade auf den Bases befindenden Runner dürfen die Bases in aller Ruhe ablaufen und je einen Run erzielen. Waren dabei alle Bases besetzt und werden somit vier Punkte auf einen Schlag erzielt, so nennt man dies einen Grand Slam. Bei leeren Bases zählt ein Home Run dagegen nur einen Punkt, wie jeder andere Run auch.

## Fair Ball, Foul Ball oder Dead Ball
Ein Fair Ball ist ein geschlagener Ball, der im Fair Territory (Feld innerhalb der Seitenauslinien) zuerst den Boden berührt. Kommt er im Infield auf, darf er nicht ins Foul Territory rollen, bevor er hinter dem ersten beziehungsweise dritten Base ist. Trifft der Ball im Outfield „fair“ auf den Boden und rollt dann erst ins Foul Territory, so ist er ein Fair Ball.
Trifft ein geschlagener Ball den Boden jenseits der Foul Lines (Seitenauslinien) oder rollt aus dem Infield heraus, ist es ein Foul Ball. Das Spiel wird mit dem Ruf Foul (oder Foul Ball) vom Schiedsrichter unterbrochen, alle Aktionen sind danach ungültig, bis das Spiel mit dem Ruf Play wieder fortgesetzt wird. Ein Foul Ball führt bei dem Batter zu einem Strike, es sei denn, er hat schon zwei Strikes auf seinem Konto, dann wird der Foul Ball nicht gezählt. Ein aus der Luft gefangener Ball führt zu einem Fly Out, unabhängig ob er über Fair Territory oder Foul Territory gefangen wurde. Das heißt, der Schlagmann ist out und das Spiel wird fortgesetzt.
Ein Dead Ball entsteht, wenn der Ball das Stadion verlässt, beispielsweise durch einen Fehlwurf. Gemeint ist damit die Fläche, die nicht mehr spielbar ist – z. B. die Tribünen, das Gelände hinter dem Outfieldzaun oder die Dugouts (Ersatzbänke) der Spieler. Weitere Linien und Dead Ball Territories können je nach Stadion zwischen den Teams und den Schiedsrichtern in den Ground Rules vereinbart werden. Trifft ein geschlagener Ball zum Beispiel auf den Boden und springt danach über den Outfieldzaun, ist dies ein „Ground-Rule-Double“. Der Batter darf auf die zweite Base und auch alle Runner rücken zwei Bases vor. Einen Dead Ball gibt es z. B. auch, wenn ein Runner von einem geschlagenen Ball im Fair Territory getroffen wird. Der getroffene Runner wird in diesem Fall aus gegeben, der Batter bekommt das Recht auf die erste Base.

## Base Stealing

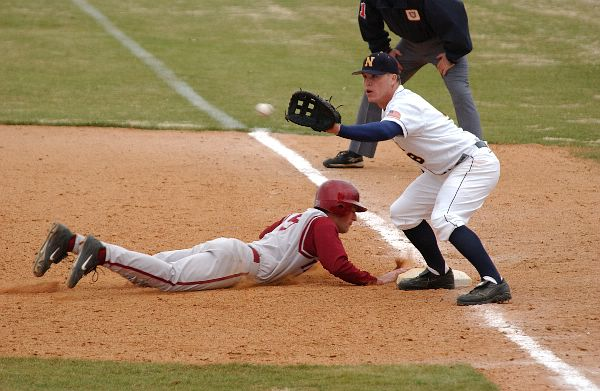
Pickoff-Versuch an der ersten Base

Ein Runner kann jederzeit versuchen, die nächste Base zu „stehlen“, also sie zu erlaufen, auch wenn der Ball vom Batter gar nicht geschlagen wurde (Base Stealing). Eine typische Gelegenheit ist, wenn der Pitcher seine Pitching-Bewegung begonnen hat, da er diese nicht mehr unterbrechen darf. Der Runner versucht, eher an der nächsten Base anzukommen, als der Catcher (der mittlerweile den Wurf des Pitchers gefangen hat) den Ball dorthin werfen kann.
Um Base Stealing zu erleichtern und insgesamt den zu laufenden Weg zu verkürzen, rücken die Runner oft schon vor dem Schlag ein paar Schritte vor (Lead). Wenn der Pitcher denkt, dass ein Runner es hierbei übertrieben hat, kann er den Ball statt zum Batter zum entsprechenden Baseman werfen (Pick Off); berührt dieser mit dem Ball im Handschuh den Runner, bevor der es zur Base zurück schafft, so ist der Runner out.

## Schiedsrichter, Scorekeeper

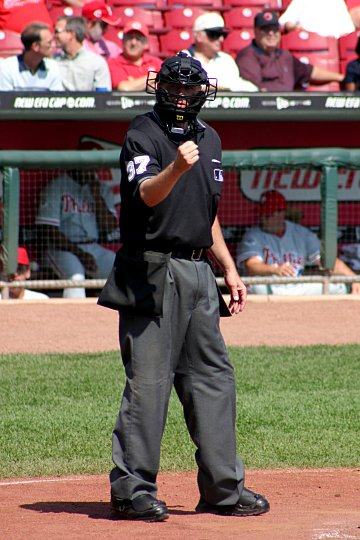
Plate Umpire

Ein Spiel wird in der Regel von zwei bis vier Schiedsrichtern geleitet. Sie werden Umpire genannt. Der Plate Umpire steht immer hinter der Home Plate (hinter dem Catcher), er trifft vor allem die Entscheidung über Ball oder Strike, sowie darüber, ob ein Runner die Home Plate safe erreicht hat und somit einen Punkt erzielte, oder ob er dort noch rechtzeitig out gemacht wurde. Der oder die anderen Schiedsrichter stehen im Feld und urteilen vor allem darüber, ob ein Runner an den Bases safe oder out ist. Wenn es nur einen oder zwei Feldschiedsrichter gibt, müssen diese jeweils in die Nähe derjenigen Base laufen, wo eine knappe „safe oder out“-Entscheidung ansteht. Bei Uneinigkeit zwischen den Schiedsrichtern hat der Plate Umpire immer das letzte Wort.
Ein Scorekeeper am Spielfeldrand protokolliert alle Aktionen und Spielzüge auf einem vorgefertigten Formular, dem Scoresheet. Das ausgefüllte Scoresheet dient nicht nur als Spielbericht. Auf der Basis der Aufzeichnungen werden umfangreiche Statistiken erstellt, die Auskunft über Spielstärke von Mannschaften und Einzelspielern geben. Solche Statistiken sind bei vielen Baseball-Fans beliebt, haben aber für Sieg oder Niederlage keine Bedeutung.